# 梅赞
梅赞（法語：Mézin，法語發音：[mezɛ̃]）是法国洛特-加龙省的一个市镇，位于该省西南部，和热尔省接壤，属于内拉克区。

## 地理
梅赞（44°3'24"N, 0°15'30"E）面积31.58 平方千米，位于法国新阿基坦大区洛特-加龍省，该省份为法国西南部内陆省份，北起多爾多涅省，西接吉倫特省和朗德省，南至热尔省，东临塔恩-加龙省和洛特省。
与梅赞接壤的市镇（或旧市镇、城区）包括：昂迪朗、富尔塞斯、弗雷舒、拉讷、蒙克拉博、普德纳、雷奥利斯。

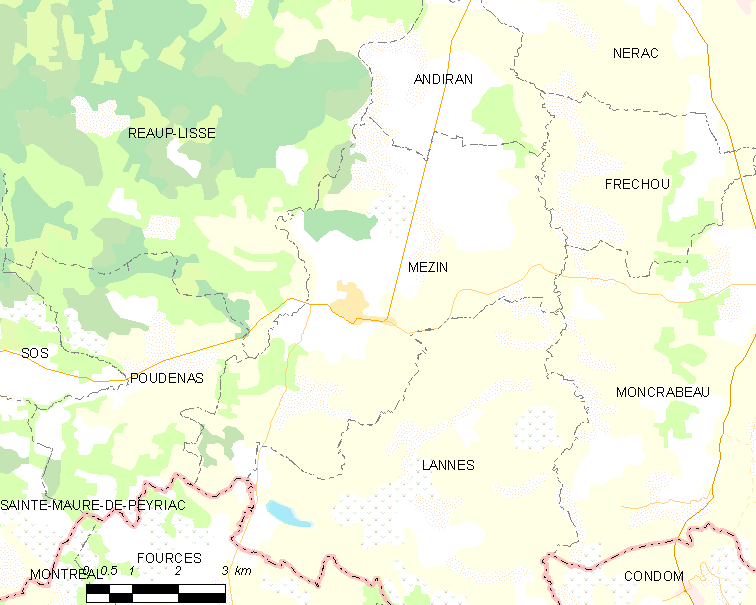
梅赞的OSM定位图

梅赞的时区为UTC+01:00、UTC+02:00（夏令时）。

## 行政
梅赞的邮政编码为47170，INSEE市镇编码为47167。

## 政治
梅赞所属的省级选区为阿尔布雷县。

## 人口

1962-2008年间梅赞人口变化图示

梅赞于2022年1月1日时的人口数量为1455人。